# 張瀾 (嘉靖進士)
張瀾（1526年—？），字行仲，號滄津，山東東昌府冠縣人，軍籍，明朝政治人物。

## 生平
山東鄉試第三十二名舉人。嘉靖四十四年（1565年）中式乙丑科三甲第二百七十五名進士。大理寺观政，四十五年八月授博野县知县，隆慶二年（1568年）九月调卢龙县，三年七月升工部主事，六年七月养病。万历元年（1573年）十一月復除户部，三年二月升员外，四年二月升郎中，五年正月升岳州知府，八年十月升陕西苑马寺少卿，十年七月升甘肃行太仆寺卿，十一年正月以少卿考察不及去职。

## 家族
曾祖張文；祖父張周，贈禮部郎中；父張銳，累封知县、主事；母馮氏，累赠安人；本生父張鈇，参政；母王氏，封宜人。兄张洞（监生）、弟张法、张沃。